# Indice dei prezzi al consumo
In economia, l'indice dei prezzi al consumo (talvolta indicato anche come indice dei prezzi al dettaglio o CPI - consumer price index, nella notazione inglese) è, come tutti gli indici dei prezzi, una misura statistica formata dalla media dei prezzi ponderati per mezzo di uno specifico paniere di beni e servizi. Tale paniere ha come riferimento le abitudini di acquisto di un consumatore medio.
L'indice dei prezzi al consumo maggiormente utilizzato è il numero indice che misura la variazione temporale della media ponderata dei prezzi che si formano nelle transazioni relative a beni e servizi di consumo scambiati tra gli operatori economici ed i consumatori privati finali (sono dunque da escludere nella formazione dell'indice le transazioni a titolo gratuito, quelle intermedie e quelle che coinvolgono enti pubblici); tale tipo di indice misura, dunque, l'aumento del livello generale dei prezzi, cioè l'inflazione al consumo per il periodo considerato (la misura del costo della vita dello specifico periodo).

## Tipi di indici dei prezzi al consumo
Gli indici dei prezzi al consumo si possono differenziare, in generale, rispetto:
- alla popolazione dei consumatori alla quale si riferiscono;
- al territorio preso in esame;
- alla composizione del paniere di consumi considerata;
- al tipo di prezzi considerati;
- al metodo di ponderazione;

Per quanto riguarda in particolare l'Italia, l'ISTAT rileva tre diversi indici dei prezzi al consumo:
- l'Indice nazionale dei prezzi al consumo per l'intera collettività (NIC): questo indice viene calcolato con riferimento all'intera popolazione presente sul territorio nazionale ed all'insieme di tutti i beni e servizi acquistati dalle famiglie ed aventi un effettivo prezzo di mercato; tale indice, che considera i consumatori italiani come un unico insieme omogeneo, misura quindi l'inflazione a livello dell'intero sistema economico e rappresenta pertanto, per il governo, uno dei parametri di riferimento per la progettazione delle politiche economiche: può, ad esempio, essere utilizzato per indicare nel DFP il tasso d'inflazione programmata;
- l'Indice nazionale dei prezzi al consumo per le famiglie di operai e impiegati (FOI): tale indice, basato sul medesimo paniere di beni e servizi del NIC, si riferisce, però, ai consumi delle famiglie che fanno capo a un lavoratore dipendente (ad esclusione di quelli facenti parte del settore agricolo) ed è l'indice che viene utilizzato come base per l'adeguamento degli affitti o degli assegni di mantenimento (dovuti al coniuge separato);

a tali due indici è stato aggiunto, dal 1997:
- l'indice dei prezzi al consumo armonizzato per i Paesi membri dell'Unione europea (IPCA): questo indice è stato sviluppato per assicurare una misura dell'inflazione che fosse comparabile a livello europeo; l'indice, riferito alla stessa popolazione ed allo stesso territorio dell'indice dei prezzi al consumo per l'intera collettività, è però calcolato in relazione ad un paniere di beni e servizi costruito tenendo conto sia delle particolarità di ogni paese sia di regole comuni per la ponderazione dei beni che compongono tale paniere (ad esempio il paniere considerato esclude, sulla base di un accordo comunitario, le lotterie, il lotto e i concorsi pronostici); l'IPCA è stato assunto come indicatore di verifica della convergenza delle economie dei paesi membri dell'UE al fine dell'accesso all'Unione monetaria e della permanenza nella stessa dei paesi aderenti.

Un'importante differenza fra i tre indici riguarda infine il tipo prezzo considerato nell'effettuazione del calcolo dell'indice: mentre gli indici nazionali (NIC e FOI) considerano sempre il prezzo pieno di vendita, l'indice europeo (IPCA) fa invece riferimento al prezzo effettivamente pagato dal consumatore; così nel caso, ad esempio, dei medicinali i primi considereranno il prezzo pieno delle confezioni mentre quest'ultimo utilizzerà, nel calcolo, la quota effettivamente a carico del consumatore (il ticket) così come, per gli altri beni e servizi, terrà conto di saldi e promozioni.

## Rilevazione e calcolo
Specifiche norme e metodi definiti dall'ISTAT stabiliscono puntualmente le modalità di rilevazione e di calcolo degli indici:
- la rilevazione dei dati è unica e viene effettuata, territorialmente, dagli Uffici comunali di statistica dei comuni capoluoghi di provincia e, centralmente, dall'ISTAT stessa (per beni e servizi che hanno un prezzo uguale su tutto il territorio nazionale ed altre specifiche categorie di prodotti);
- i dati relativi ai prezzi sono rilevati presso un campione di punti di vendita, autonomamente selezionato, che rappresenta le principali tipologie di attività commerciali frequentate dai consumatori per i loro acquisti;
- i servizi e prodotti per i quali viene effettuata la rilevazione comprendono quelli maggiormente ricorrenti nelle spese della maggior parte dei consumatori ed elencati negli appositi panieri;
- la periodicità delle rilevazioni varia a seconda delle diverse categorie di beni e servizi considerati;
- per ciascun bene e servizio, vengono considerati, quale base per il calcolo degli indici, le medie annue dei prezzi rilevati nel 1995. La media dei prezzi è al netto delle tasse, in questo modo l'indice non corrisponde effettivamente al prezzo al consumo ma al prezzo corrisposto al venditore finale. Es. negli ultimi anni i prezzi alimentari al consumo sono aumentati in aggiunta del valore calcolato sull'indice di tre punti percentuali, essendo l'IVA passata dal 19 al 22 per cento;
- gli indici elementari di prodotto sono calcolati come media aritmetica semplice mentre per il calcolo degli indici sintetici generali e degli altri indici sintetici sono utilizzate ponderazioni (calcolate con la formula di Laspeyres) basate sulle stime dei valori dei consumi privati e sulle rilevazioni sui consumi delle famiglie, che operano una opportuna distinzione fra beni di consumo e beni di investimento, pesata sulla frequenza di acquisto.
- come dice il nome, l'indice non tiene conto dei prezzi del mercato finanziario (azioni, obbligazioni, titoli di Stato), e del mercato immobiliaire (locazione e compravendite di capannoni, immobili ad uso residenziale o commerciale, ecc.) che dal alcuni anni crescono più velocemente dell'inflazione reale.